# Рихарда от Суалафелдгау
Рихарда от Суалафелдгау, също Рихварда, Рихвардис или Рикхарда (на немски: Richarda von Sualafeldgau, Richwarda, Richwardis, Rikchard; * 945/950; † 8 юли 994) е чрез женитба маркграфиня на Остаричи (от 976 г. Херцогство Австрия).

## Живот
Тя е дъщеря на граф Ернст IV († 1007) от Суалафелдгау от фамилията Ернсте и съпругата му Пилфридис, дъщеря на Ратолд II († 29 март 980). Вероятно е роднина на Адалберо от Епенщайн, херцог на Каринтия.
Рихарда се омъжва за Леополд I (940 – 994) от род Бабенберги, първият маркграф на Остаричи.
Тя умира на 8 юли 994 г. и е погребана в абатство Мелк.
Баба е на херцог Херман IV от Швабия.

## Деца
Рихарда и Леополд имат осем деца:
- Хайнрих I († 1018), 994 – 1018 маркграф на Австрия
- Юдит
- Ернст I (* пр. 994, † 31 май 1015), 1012 – 1015 херцог на Швабия, 1014 г. се жени за Гизела Швабска († 15 февруари 1043), дъщеря на херцог Херман II от Швабия
- Попо (* 986, † 16 юни 1047), 1016 – 1047 архиепископ на Трир
- Адалберт (* 985, † 26 май 1055), 1018 – 1055 маркграф на Австрия и наследник на брат му Хайнрих I
- Кунигунда
- Хемма, омъжена за граф Рапото от Дийсен
- Христина, монахиня в манастир в Трир